# María Teresa del Canto
María Teresa del Canto Molina (Catemu, 18 de enero de 1898-1987) fue una profesora y política chilena, miembro del Partido Femenino de Chile (PFCh). Fue la segunda mujer en desempeñar el cargo de ministra de Estado en su país, tras Adriana Olguín — sin embargo, fue la primera mujer en desempeñarse como ministra de Educación —. Se desempeñó como alcaldesa de la comuna de Santiago desde 1953 hasta 1957, durante el segundo gobierno del presidente Carlos Ibáñez del Campo.

## Biografía
Ejerció como profesora de inglés desde 1920. Fue militante del Partido Femenino de Chile, del cual fue directora nacional de asuntos sociales.
El 3 de noviembre de 1952 asumió como ministra de Educación del segundo gobierno de Carlos Ibáñez del Campo, tras la negativa de la primera opción para el cargo, su compañera de partido María de la Cruz. Cesó como ministra el 1 de abril de 1953, siendo sucedida por Juan Gómez Millas.
Fue alcaldesa de Santiago, designada por el presidente Carlos Ibáñez del Campo, cargo que ejerció entre el 19 de junio de 1953 y el 31 de octubre de 1957. En 1958 asumió como superintendenta de Educación en el gobierno de Jorge Alessandri.
Fue galardonada con la Orden al Mérito del Consejo Mundial de Educación en 1987, poco antes de fallecer. También fue nombrada Hija Ilustre y Benemérita de Catemu. En 1993 una escuela de su ciudad natal fue nombrada en su homenaje.